# Cserkesz népek
A cserkesz népek vagy adige népek (az angolszász szakirodalomban Circassians) gyűjtőfogalma néhány, abház-adige nyelvű kaukázusi népet magában foglaló néprajzi csoport. E négy népet gyakran említik egyszerűen cserkeszek vagy adigék néven is, ez azonban néprajzi szempontból nem állja meg a helyét, tekintve, hogy a cserkesz népek nyelvileg és kulturálisan is jól elkülöníthető tagjai maguk az adigék (alsó vagy nyugati cserkeszek), a cserkeszek (középső cserkeszek), a kabardok (keleti cserkeszek) és az ubihok. Esetenként közéjük sorolják az abházok legközelebbi rokonaiként ismert abazákat is, sőt, a csecsenek és ingusok kivételével valamennyi, a 19. század során Törökországba kitelepített északnyugat-kaukázusi népet. A legszűkebb értelmezés szerint is a cserkesz népek létszáma meghaladja a 600 ezer főt (412 ezer kabard, 128 ezer adige, 76 ezer cserkesz; az ubihok a 20. század végére asszimilálódtak és eltűntek). A cserkesz népek egybemosása, az adigék és a kabardok, valamint a cserkeszek egy népként kezelésének oka művelődéstörténeti okokra vezethető vissza: a 19. századi utazók e három népet egyaránt cserkeszek néven említették. Emellett számításba kell venni a lehetséges indokok között azt is, hogy a cserkeszek és a kabardok a 19. század első harmadában különültek el egymástól, emellett a cserkeszek önelnevezése megegyezik az adigékével.
A cserkesz népek kultúrája és története az egyes népek szócikkeinél részletesebben kifejtve olvasható.

## Magyar vonatkozások
Zikh név alatt törzsrokonaikkal az abaszgokkal együtt már a népvándorlás korában említik a bizánciak s kétséget sem szenved, hogy úgy az azovi tengermenti bolgárokkal, mint a kozárok- és a lebediai magyarokkal sokféle történelmi és vérségi kapcsolatban voltak, aminek nyomait nyelvük is mutatja, valamint a kabard törzsnév is bizonyítja, mely eredetileg egy, a kozároknak hódoló, majd a magyarokhoz csatlakozó népnek volt a neve; viszont a magyarság testi sajátságai a cserkeszekkel való keveredésre vallanak.